# Estrutura local das Testemunhas de Jeová
Os mais de 8 699 048 de membros activos das Testemunhas de Jeová  segundo o Relatorio Mundial do Ano de Serviço de 2022, junto com muitos outros milhões de pessoas interessadas que assistem às suas reuniões nos Salões do Reino e Congressos, estão organizadas e distribuídas por congregações locais, mais de 118 000 delas em todo o mundo. Certas localidades poderão ter apenas uma destas congregações, enquanto algumas cidades poderão conter várias dezenas. Todas essas congregações são supervisionadas por uma estrutura organizativa mundial, sob a liderança de um Corpo Governante.

## Estrutura mundial
Os mais de oito milhões e duzentos mil membros ativos das  Testemunhas de Jeová, encontram-se distribuídos em congregações que, por sua vez, fazem parte de uma estrutura mundial, supervisionada de sua sede mundial por seu grupo administrativo conhecido como Corpo Governante. (Mateus 24:46-47)

## Congregações
Cada congregação (ou igreja local, em gr. ekklesía), é composta de publicadores, ou seja, homens e mulheres, jovens e idosos, que publicam, pregam ou divulgam a mensagem que as Testemunhas chamam "boas novas", (Mateus 24:14; Isaías 52:7) cumprindo assim o que entendem ter sido a ordem expressa de Jesus Cristo para os seus seguidores. (Mateus 28:19,20) A maioria destes publicadores são batizados, apesar de alguns ainda não terem alcançado esse passo. Para a liderança da congregação e de todas as suas atividades, são designados entre os homens batizados, experientes e exemplares, os que servirão como anciãos (ou presbíteros; em gr. presbýteroi) ou superintendentes (em gr. epískopoi), e servos ministeriais (ou diáconos; em gr. diákonos) como seus ajudantes. Os termos "servo ministerial" e "ancião" não são usados como títulos religiosos. Desde 1935, o local onde se reúne a congregação designa-se por "Salão do Reino". (Mateus 23:8-12) Conforme os locais, cada congregação pode possuir de poucas dezenas até bem mais de uma centena de membros ativos.

## Anciãos e Servos Ministeriais

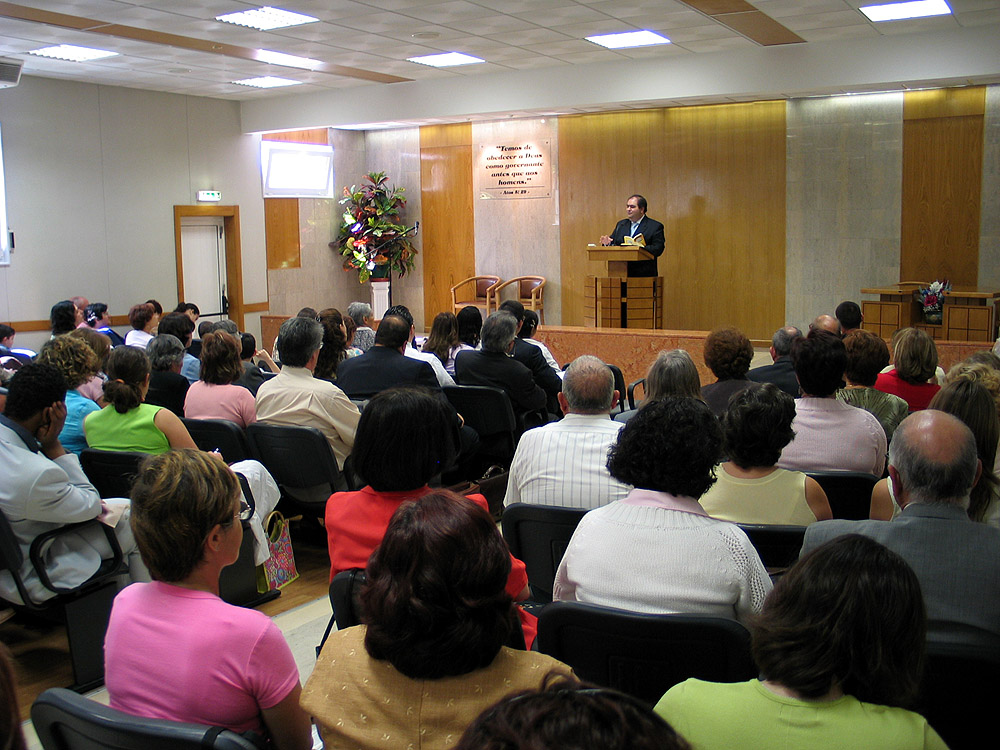
Reunião congregacional num Salão do Reino, em Portugal

As responsabilidades de todos os anciãos envolvem presidir as reuniões congregacionais e ensinar na congregação, (1Timóteo 5:17) tomar a dianteira no trabalho de evangelização, fazer periodicamente visitas de pastoreio a membros da congregação, (Atos 15:36) visando aconselhar ou encorajar publicadores individuais ou as suas famílias, (1 Coríntios 1:24) e julgarem assuntos relacionados com transgressões de leis ou princípios bíblicos, (Mateus 18:15-17) por parte de algum membro batizado. (Tiago 5:14,15) Na execução destas tarefas, os homens mais maduros ou anciãos são também conhecidos por superintendentes, visto que exercem uma função de supervisão e instrução.
Publicadores batizados exemplares poderão vir a ser designados servos ministeriais. (Filipenses 1:1 NM) Os servos ministeriais exercem funções não relacionadas com o ensino ou o pastoreio, tais como as tarefas mecânicas relacionadas com a distribuição de literatura pelos publicadores, cuidar da distribuição de território para pregação a cada publicador, supervisionar a limpeza e manutenção do Salão do Reino, entre outras. Alguns servos ministeriais com maior potencial são treinados pelos anciãos para receberem maiores responsabilidades. (2 Timóteo 2:2) Alguns deles poderão proferir discursos à congregação, (1 Timóteo 4:6) acompanhar anciãos em visitas de pastoreio (Atos 16:3) ou mesmo cuidar de um grupo de Estudo bíblico de Congregação (antigamente conhecido como Estudo de Livro), caso não existam anciãos suficientes. Por sua vez, novos anciãos são escolhidos entre estes servos ministeriais que demonstram capacidade de ensino e familiar, humildade e potencial de realizar as tarefas esperadas de um ancião. ( 1 Timóteo 3:8-10 NM)
Desde 1959, os anciãos congregacionais recebem treinamento periódico na Escola do Ministério do Reino. Cada ancião recebe um exemplar do manual intitulado Pastoreiem o Rebanho de Deus - 1 Pedro 5:2 (edição 2010), para usarem ao cuidar de suas responsabilidades. O uso do manual é reservado somente aos anciãos designados, solicitando-se a sua devolução caso deixem de servir nessa qualidade. É ainda desaconselhado que tenham partes do manual armazenados num computador pessoal. Este manual é um resumo condensado de instruções encontradas em dezenas de artigos de A Sentinela e outras publicações editadas pela Sociedade Torre de Vigia.
Desde 1984, a Escola do Ministério do Reino passou a incluir os Servos Ministeriais, provendo-lhes treinamento prático.
Anciãos e Servos ministeriais solteiros, podem ser convidados a cursar a Escola de Treinamento Ministerial (desde 1987), que visa habilitá-los a cuidar de forma mais eficiente das suas responsabilidades.
A designação como Ancião ou Servo Ministerial é altamente prezada pelos que a possuem, sendo que o cargo é encarado como um serviço voluntário prestado aos restantes membros da congregação. (1 Tessalonicenses 5:12,13) Nenhum destes homens é remunerado ou recebe qualquer compensação monetária ou material, pelas muitas horas dedicadas à execução das suas tarefas. (1 Pedro 5:1-3) Os restantes membros da congregação usualmente mostram respeito pelos que tomam a dianteira.

### Procedimentos de designação e remoção
Duas vezes por ano em cada congregação, cada Corpo de Anciãos juntamente com o superintendente do circuito reúne-se para considerar a recomendação de cristãos exemplares habilitados para serem designados como servos ministeriais ou como anciãos (superintendentes) na congregação. A consideração é iniciada e concluída com uma oração. (Tiago 1:5) Durante a reunião, eles analisam se cada candidato em consideração preenche satisfatoriamente as qualificações estabelecidas na Bíblia. (1 Timóteo 3:2-7, 8-13; Tito 1:5-9; 1 Pedro 5:2-4) Caso concordem que a pessoa satisfaz as qualificações num grau razoável, sua recomendação é enviada ao Departamento do Serviço do Escritório da Filial. (Atos 9:27)  Nenhum dos homens visados tem conhecimento prévio de que foi recomendado, sendo que todo processo é mantido confidencial para toda a congregação. Mais tarde, a Comissão de Serviço da Congregação será informada por escrito se a pessoa recomendada foi designada e só nesta altura o visado será informado da designação, que entrará em vigor caso ele concorde em assumir a designação. Em caso positivo, será feito um breve anúncio à congregação na reunião seguinte.
A pessoa designada servirá nessa qualidade enquanto estiver à altura dos requisitos, não tendo necessidade de resignar por motivo de doença prolongada ou limitações físicas devido a idade avançada. Se divergir das orientações oficiais do Corpo Governante ou transgredir leis divinas, conforme delineadas na Bíblia, ele deverá prontamente pedir a resignação de seus cargos congregacionais. (1 Tessalonicenses 5:14) Como qualquer outro membro da congregação, será removido de suas designações de serviço se ficar bem estabelecido que cometeu grave negligência no cumprimento dos seus deveres. Em caso de violação de leis bíblicas, poderão ser desassociados, caso não demonstrem genuíno arrependimento. (1 Coríntios 5:11) Usualmente, aqueles que perderam os seus privilégios especiais de serviço, após terem recuperado a sua boa reputação, terão de aguardar um certo tempo, e após ter sido aprovado pelos anciãos, poderão ser designados novamente. (Tiago 5:14,15)

### Corpo de Anciãos
Cada congregação é dirigida por uma comissão de anciãos congregacionais (ou presbitério; em gr. presbytérion), habitualmente chamado de Corpo de Anciãos, com função deliberativa. Todos têm a mesma autoridade, apesar de nem todos possuírem a mesma experiência. Normalmente, reúnem-se trimestralmente em cada visita semestral do superintendente de circuito e em outras ocasiões que sejam consideradas necessárias para cuidar de assuntos relacionados com a congregação a que servem. (1 Coríntios 14:33,40) Regra geral, o ancião congregacional mais experiente é designado como Coordenador do Corpo de Anciãos, presidindo as reuniões do Corpo de Anciãos. No entanto, não lhe é atribuída mais autoridade do que a qualquer outro ancião. Ele não tem poder de decidir nada sozinho, e vale ressaltar que ele é o "Coordenador" do Corpo de Anciãos, e não da congregação. O inteiro Corpo de Anciãos coordena a congregação.(Mateus 23:8-11)

### Comissão de Serviço da Congregação
A Comissão de Serviço da Congregação exerce uma função executiva, sendo formada pelos anciãos congregacionais que ocupam os cargos de Coordenador do Corpo de Anciãos, de Secretário da Congregação e de Superintendente do Serviço. Visto que uma congregação pode possuir diversos anciãos, estes delegam na Comissão de Serviço da Congregação a execução de algumas tarefas que exigem atenção imediata. No entanto, toda a sua atuação é subordinada à autoridade do Corpo de Anciãos da congregação e das orientações recebidas do Corpo Governante das Testemunhas de Jeová através da respectiva Comissão de Filial.
A Comissão de Serviço se espelha nos apóstolos de Jesus, e o aceitam como líder, seguindo de perto a Bíblia como guia.

## Publicadores de Congregação

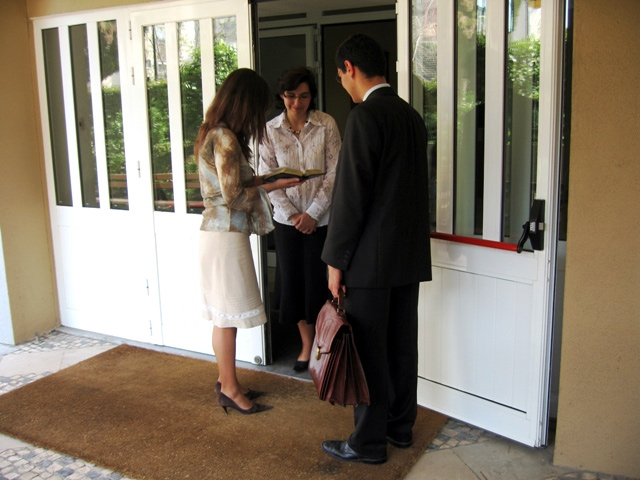
Trabalho de evangelização típico das Testemunhas de Jeová, contactando as pessoas nas suas próprias casas

Todos – homens e mulheres, jovens e idosos - os que participam regularmente na atividade de testemunho organizado pelas congregações locais das Testemunhas de Jeová, são chamados de Publicadores de Congregação. (Isaías 52:7) É dever de cada publicador ensinar publicamente as "Boas Novas do Reino" de Deus (Mateus 24:14; 28:19,20), segundo a interpretação dada pelo Corpo Governante das Testemunhas de Jeová. (Romanos 10:13-15;1 Coríntios 9:16,17) Em Atos 20:20 (NM), usa-se a expressão "de casa em casa". Assim, contactam a população local nas suas casas, estabelecimentos e locais públicos, com a intenção de apresentar a mensagem bíblica e oferecer cursos ou estudos bíblicos domiciliares gratuitos, em base regular, para as pessoas interessadas.(Atos 5:42) Para isso, usam atualmente como manual de estudo bíblico o livro O Que a Bíblia Realmente Ensina?, editado em 2005, pela Sociedade Torre de Vigia. Nos idiomas em que está disponível, distribuem e usam nos estudos e reuniões a Tradução do Novo Mundo das Escrituras Sagradas. Caso contrário, usam as traduções disponíveis naquele idioma. Poderá ser usado um segundo livro Adore o Único Deus Verdadeiro editado em 2002, pela Sociedade Torre de Vigia, para consolidar os conhecimentos já adquiridos.
Por fazerem isso, os publicadores creem que estão a realizar a vontade divina e que ajudam as pessoas interessadas a aprender a verdade bíblica. (1 Coríntios 9:23; Tiago 5:20) O seu ministério de evangelização pública é feito gratuitamente e motivado, segundo afirmam, pelo amor a Deus e ao próximo. (João 13:35; Mateus 10:8; 2 Coríntios 2:17) Muitas pessoas, mesmo as que não se tornaram Testemunhas batizadas, afirmam que foram beneficiadas por começarem a estudar a Bíblia, (Provérbios 2:5-9; Isaías 48:17,18) aprofundando assim o seu conhecimento bíblico e a sua fé, por receberem treinamento em oratória e arte de ensino, e por interiorizarem valores do cristianismo nas suas vidas.

### Formação dos publicadores

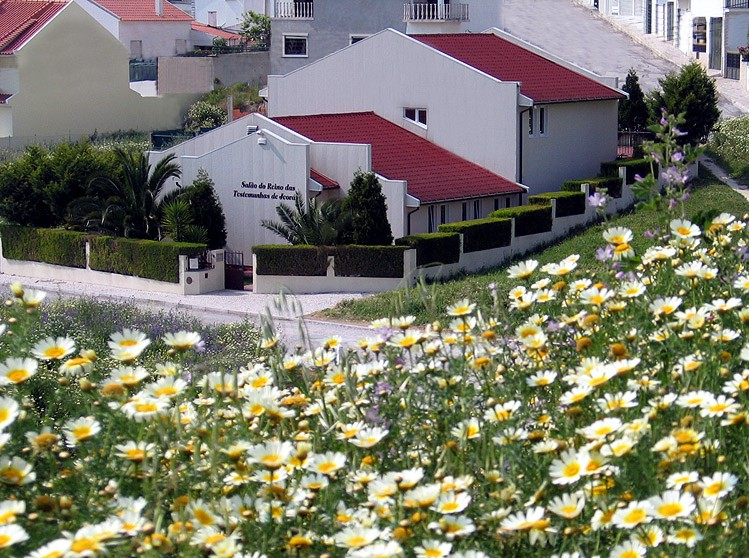
Aspecto exterior de um Salão do Reino em Portugal

Semanalmente, todos os publicadores recebem treinamento em oratória e arte de ensino na Escola Vida e Ministério Cristãos (desde 1943), baseada no manual intitulado Beneficie-se da Escola do Ministério Teocrático editado em 2003, pela Sociedade Torre de Vigia. Recebem um periódico com 4 a 8 páginas, intitulado Vida e Ministério Cristãos, com instruções mensais sobre como fazer a obra de evangelização. Este manual serve de base para a realização semanal nos seus Salões do Reino da Reunião do Serviço. O livro Raciocínios à Base das Escrituras (editado em 1983 e revisado em 1989, pela Sociedade Torre de Vigia) é o manual dos publicadores para o uso no ministério público. Espera-se que todos os membros da congregação participem na obra de pregar a mensagem bíblica e, segundo o seu entendimento das ordens de Jesus registadas em Mateus 28:19, 20, esforçam-se por encontrar e fazer novos discípulos. Baseando-se nas palavras de Jesus, costumam participar neste serviço aos pares e encaram o seu território como um campo em colheita, daí que muitas vezes usem a expressão "serviço de campo" para se referirem ao trabalho de evangelização. (Lucas 10:1, 2; Mateus 10:37, 38; João 4:35, 36)

### Novo publicador
Quando alguém assiste às reuniões das Testemunhas, podendo estar matriculado na Escola do Ministério Teocrático, e deseja iniciar o trabalho de evangelização junto com a congregação local, normalmente expressa isso à pessoa que lhe dirige o estudo bíblico gratuito. Ao serem informados sobre este desejo, os anciãos designam dois entre os seus pares para analisarem, junto com a pessoa, se ela já ajustou a sua vida aos ensinos das Testemunhas. Em caso positivo, a pessoa é aceita como um "Publicador não batizado da congregação. Enquanto for "publicador não-batizado, é encarado como um associado às Testemunhas de Jeová, habilitado a representar a congregação local no território. Se cometer transgressão grave, deixará de ser contado como "Publicador" de Congregação. Os publicadores não-batizados usualmente incluem os filhos menores de pais Testemunhas de Jeová e os estudantes da Bíblia que se preparam para o batismo.

#### Batismo dos publicadores
Quando o publicador solicita o batismo, o Corpo de Anciãos designa três dos seus pares para que cada um realize uma de três sessões de perguntas e respostas com o candidato. São usadas as perguntas impressas no apêndice do manual. As respostas devem ser espontâneas e sempre baseadas na Bíblia. Se os três anciãos ficarem convencidos de que a pessoa, naquela data, está firmemente convicta de que deseja ser uma Testemunha de Jeová, acreditando plenamente e aceitando voluntariamente todas as suas doutrinas e normas de moral, então ela poderá ser batizada na próxima ocasião conveniente. A partir do seu batismo, o publicador torna-se membro da congregação local, sendo então corretamente chamado de "Testemunha de Jeová".

### Relatórios de serviço dos publicadores
Mensalmente, cada publicador, batizado ou não, entrega um Relatório de Serviço de Campo indicando as horas gastas no ministério de evangelização, as Bíblias e publicações da Sociedade deixadas com o público, o número de revisitas, ou seja visitas subsequentes, efetuadas a pessoas interessadas e os estudos bíblicos domiciliares dirigidos. Este relatório serve de base para o Secretário da Congregação elaborar o Registro do Serviço de cada publicador e da congregação em geral. Estes dados são então publicados mensalmente em Nosso Ministério do Reino pelo Escritório local da Filial. Por sua vez, o relatório mundial era publicado anualmente no Anuário das Testemunhas de Jeová, actualmente pelo Relatório Mundial do Ano de serviço (publicado no site JW.ORG). Os publicadores não tem uma cota fixa mensal de horas. É aceito o máximo que cada pessoa puder dar na sua participação na obra de evangelizar, consoante às suas condições familiares ou pessoais, questões de idade e saúde, entre outras. Incentiva-se que todos os publicadores tenham como alvo atingir pelo menos a média de horas de sua congregação ou do país.
Chama-se Publicador Irregular, o publicador que num mês ou mais não relatou o seu serviço. Considera-se um Publicador Inativo quando alguém deixa de participar na obra de evangelização, não relatando o seu serviço por 6 meses consecutivos ou mais. Neste último caso, o publicador deixa de ser contado no número total de publicadores ativos. No caso dos inativos batizados, apesar de não ser contado entre o número dos publicadores, ainda é formalmente uma Testemunha de Jeová. Ou seja, ainda continua a ser considerado e apoiado como membro da congregação mas, tal como todos os demais, se cometer uma transgressão grave está sujeito a uma ação judicativa.

### Cobertura do território
Para melhor organizar o seu trabalho de evangelização, as congregações locais possuem um determinado território designado pela Comissão de Filial, através do Departamento do Serviço. Este território é, por sua vez, dividido em pequenas secções (por bairro, quadra ou quarteirão, rua ou parte da mesma, etc.). Esta área, usualmente indicada num pequeno cartão com um mapa, conhecido por Cartão de Território, é designada a um publicador para realizar seu trabalho de evangelização.
Faz-se uma breve visita a cada pessoa, procurando palestrar sobre um tópico bíblico e deixando publicações apropriadas com as pessoas que mostrarem interesse. Procura-se contactar sempre que possível todos os moradores indicados na porção de território designado. Após estar concluído, esse território será novamente designado a outro publicador.
Se uma pessoa visitada manifestar de forma clara o desejo de não ser contactada numa base regular em sua residência, o publicador que presentemente cuida desse território tem o dever de transmitir esse pedido a um dos membros da Comissão de Serviço da congregação local, que fará um registo escrito do pedido no respectivo cartão de território. Em alternativa, a pessoa poderá transmitir a sua vontade remetendo uma carta à Comissão de Serviço da Congregação local.

## Serviço de Tempo Integral
Há diferentes modalidades de serviço disponível para os publicadores batizados na congregação, sejam homens ou mulheres. Designam-se por Pioneiros, os publicadores de congregação que decidem voluntariamente tornar-se evangelizadores de uma forma mais ampliada. O termo Pioneiro deriva da forma como eram conhecidos os pregadores entre as Testemunhas, há cerca de um século atrás, que foram a regiões onde pouco ou nenhum trabalho de evangelização se fizera e lançaram a base para o futuro crescimento organizacional. Tais pessoas dedicavam todo o seu tempo a essa obra de evangelização.
Todos os homens ou mulheres que, apesar do seu desejo, não possam ingressar como evangelizadores de Tempo Integral, por razões familiares, escolares ou profissionais, podem escolher servir como Pioneiros Auxiliares. Eles fazem um esforço para atingir o requisito de dedicar pelo menos 30 horas na obra de evangelização pública, durante pelo menos um mês e em meses especiais como por exemplo visita do superintendente e comemoração tem a opção de assinar para 15 horas. Para serem reconhecidos como tal durante aquele mês, terão de ser publicadores batizados e a sua petição deverá ser aprovada pela Comissão de Serviço da congregação local.
Os chamados Pioneiros Regulares, homens ou mulheres, são publicadores batizados que aceitam voluntariamente o requisito de realizar pelo menos 600 horas durante pelo menos um ano na obra de evangelização pública. A sua petição deverá ser aprovada pela Comissão de Serviço da congregação local. Tal como acontece com todos os outros publicadores, o seu ministério não é remunerado e o Pioneiro Regular necessita de cuidar do seu sustento pessoal ou familiar. Findo o primeiro ano de serviço, regra geral, poderá ser convidado a cursar a Escola do Serviço de Pioneiro (desde 1978) onde receberá um manual intitulado Brilhando como Iluminadores do Mundo (atualmente o manual se chama Efetue Plenamente o Seu Ministério). E a cada 5 anos o pioneiro regular poderá cursar a escola pela 2 º vez, Consoante as suas habilitações e circunstâncias pessoais, poderá ser convidado a ingressar em outras modalidades de serviço de Tempo Integral, tais como o serviço de Betel, serviço de Pioneiro Especial ou no Serviço Missionário.
Pioneiros Especiais e pioneiros Missionários, são designados e enviados como evangelizadores para territórios em que a obra de evangelização é inexistente ou onde existe um pequeno número de publicadores, ou ainda, em países em que há necessidade de liderança em congregações recém-formadas. O seu requisito de horas de evangelização é atualmente de 100 horas por mês (anteriormente o requisito era de 140 horas, e durante os anos 30 e 40 do Século XX, de 150 horas). No caso destes Pioneiros, fazem um voto de obediência e pobreza por escrito como membros da Ordem Mundial dos Servos Especiais de Tempo Integral das Testemunhas de Jeová.

## Posição e papel da mulher na Congregação
No entendimento das Testemunhas de Jeová, a Bíblia estabelece que os cargos de serviço nas congregações sejam exercidos apenas por cristãos batizados habilitados. (1 Timóteo 2:12, 13) Impede-se assim que mulheres exerçam autoridade religiosa sobre cristãos batizados do sexo masculino da congregação. Tampouco, devem questionar publicamente, desafiar ou tentar usurpar a sua posição de autoridade. Ainda assim, o trabalho das mulheres é altamente valorizado no serviço de pregação pública, visto que elas também são consideradas como ministros ordenados após o seu batismo. As mulheres podem participar nas reuniões com comentários e em demonstrações práticas de como efetuar a obra de evangelização. Se as suas circunstâncias pessoais e familiares permitirem, podem ingressar em várias modalidades do serviço de Tempo Integral, tal como no serviço de Pioneiro ou Missionário.
Orar ou ensinar na congregação normalmente é uma responsabilidade atribuída ao homem. Portanto, quando uma mulher cristã cuida de assuntos pertinentes à adoração, que normalmente seriam cuidados pelo marido ou por um homem batizado, ela deve usar uma cobertura sobre a cabeça (como um lenço, por exemplo) segundo o entendimento das Testemunhas das instruções contidas em 1 Coríntios 11:3-10. Se numa congregação recém-formada não houver cristãos habilitados disponíveis, uma cristã batizada capaz pode presidir a reuniões congregacionais, ser leitora pública ou fazer oração, mas fará isso sentada e usando uma cobertura na cabeça. De igual modo, pode ser designada não oficialmente a cuidar de algumas tarefas congregacionais. Se servir como tradutora, durante uma reunião ou de uma oração, não é necessário que cubra a cabeça.
Na família, ao orar em voz alta para si mesma ou para os filhos, ou quando dirige um estudo bíblico aos filhos, caso esteja na presença do marido que não é Testemunha, a mulher deverá cobrir a cabeça. Se o marido não estiver presente, a esposa não precisa cobrir a cabeça, pois entende-se que está divinamente autorizada a ensinar os filhos.
Na obra de evangelização pública, não precisa usar uma cobertura na cabeça como sinal externo de sujeição ao arranjo de Deus, visto que a responsabilidade como ministros públicos cabe a ambos os sexos. No entanto, caso uma mulher tenha de dirigir um estudo bíblico na presença de um homem batizado, talvez por este se encontrar incapacitado de falar, ela deverá cobrir a cabeça. Também deve cobrir a cabeça ao fazer a oração inicial em um estudo bíblico caso ela esteja acompanhada de um publicador não-batizado varão, já que o homem não-batizado não poderia representá-la em oração.

### Sites oficiais das Testemunhas de Jeová
- (em português) - Site oficial das Testemunhas de Jeová
- (em português) - Tradução do Novo Mundo das Escrituras Sagradas Bíblia on-line